# Wojewodowie ruscy
Województwo ruskie – jednostka administracyjna Korony Królestwa Polskiego w okresie I Rzeczypospolitej, prowincja małopolska, istniejące w latach 1434–1772. Województwo powstało na mocy przywileju króla Władysława II Jagiełły. Stolicą województwa był Lwów, sejmiki generalne województwa odbywały się w Sądowej Wiszni.

## Wojewodowiewojewództwa ruskiegoKrólestwa PolskiegoiI Rzeczypospolitej
| Monarcha                                                                             | #  | Wojewoda | Portret | Herb | Lata sprawowania urzedu                                                                  | Lata życia                                                    |
| ------------------------------------------------------------------------------------ | -- | --- | ------- | ---- | ---------------------------------------------------------------------------------------- | ------------------------------------------------------------- |
| Władysław II Jagiełło/ Władysław III Warneńczyk                                      | 1  | Jan Mężyk z Dąbrowy Jan Mężyk z Dąbrowy h. Wadwicz |         |      | 1432/13 grudnia 1433 – 22 lutego 1437                                                    | ok. 1370 – 1437                                               |
| Władysław III Warneńczyk/ Kazimierz IV Jagiellończyk                                 | 2  | Piotr Odrowąż ze Sprowy i Zagórza Piotr Odrowąż ze Sprowy i Zagórza h. Odrowąż                                                                               |         |      | 2 października 1437 – 6 września 1450                                                    | zm. 6 września 1450, w bitwa pod Krasną w Vaslui              |
| Kazimierz IV Jagiellończyk                                                           | 3  | Andrzej Odrowąż Andrzej Odrowąż ze Sprowy h. Odrowąż |         |      | 15 maja 1451 – 11 marca 1465/1 maja 1465                                                 | zm. 1 maja 1465                                               |
| Kazimierz IV Jagiellończyk                                                           | 4  | Stanisław z Chodcza Stanisław Chodecki h. Ogończyk |         |      | 21 czerwca 1465/ w marcu 1466 – 10 stycznia 1474/pomiędzy 28 stycznia a 11 sierpnia 1474 | zm. pomiędzy 28 stycznia a 11 sierpnia 1474                   |
| Kazimierz IV Jagiellończyk                                                           | 5  | Spytek z Jarosławia Spytek Jarosławski h. Leliwa |         |      | 18 marca 1474 – 2 lipca 1479                                                             | ok. 1436 – 1519                                               |
| Kazimierz IV Jagiellończyk                                                           | 6  | Jan Odrowąż ze Sprowy Jan Odrowąż ze Sprowy h. Odrowąż |         |      | 19 listopada 1479 – 21 marca 1485                                                        | zm. 21 marca 1485                                             |
| Kazimierz IV Jagiellończyk/ Jan I Olbracht                                           | 7  | Jan z Pilczy Jan z Pilczy, Pilecki h. Leliwa |         |      | 7 czerwca 1485 – 1 czerwca 1496                                                          | ok. 1405 – 1476                                               |
| Jan I Olbracht                                                                       | 8  | Mikołaj Tęczyński Mikołaj Tęczyński h. Topór |         |      | 11 maja 1497 – 16 sierpnia 1497/przed 14 grudnia 1498                                    | zm. przed 14 grudnia 1498                                     |
| Jan I Olbracht                                                                       | 9  | Jakub z Buczcza Jakub Buczcki h. Abdank |         |      | 6 maja 1499 – 1 kwietnia 1501/przed 2 sierpnia 1501                                      | zm. przed 2 sierpnia 1501                                     |
| Aleksander Jagiellończyk/ Zygmunt I Stary                                            | 10 | Jan Amor z Tarnowa Jan Amor Tarnowski h. Leliwa |         |      | 14 lutego 1502 – 2 marca 1507                                                            | zm. między 18 maja a 16 października 1514                     |
| Zygmunt I Stary                                                                      | 11 | Stanisław Kmita Stanisław Kmita h. Szerniawa |         |      | 24 marca 1507 – 2 lutego 1511/przed 18 marca 1511                                        | ok. 1450 – przed 18 marca 1511                                |
| Zygmunt I Stary                                                                      | 12 | Jan Odrowąż ze Sprowy Jan Odrowąż ze Sprowy h. Odrowąż |         |      | 5 maja 1511 – 20 czerwca 1513/pomiędzy 23 czerwca a 31 lipca 1513                        | zm. pomiędzy 23 czerwca a 31 lipca 1513                       |
| Zygmunt I Stary                                                                      | 13 | Otto z Chodcza Otto Chodecki h. Ogończyk |         |      | pomiędzy 12 lutego a 5 marca 1515 – 2 kwietnia 1527                                      | przed 1474 – 12 marca 1534, Komarno                           |
| Zygmunt I Stary                                                                      | 14 | Jan Amor Tarnowski Jan Amor Tarnowski h. Leliwa |         |      | 2 kwietnia 1527 – 20 października 1535                                                   | 1488, Tarnów – 16 maja 1561, Wiewiórka                        |
| Zygmunt I Stary                                                                      | 15 | Jan Tęczyński Jan Tęczyński h. Topór |         |      | 24 października 1535 – 9 stycznia 1537                                                   | 1492 – między 8 –21 lipca 1541                                |
| Zygmunt I Stary                                                                      | 16 | Stanisław Odrowąż ze Sprowy Stanisław Odrowąż ze Sprowy h. Odrowąż                                                                                           |         |      | 6 września 1537 – 9 września 1542/przed 11 marca 1543                                    | zm. przed 11 marca 1543                                       |
| Zygmunt I Stary                                                                      | 17 | Stanisław Odrowąż ze Sprowy Stanisław Odrowąż ze Sprowy h. Odrowąż                                                                                           |         |      | 11 marca 1543 – 30 września 1544/przed 7 marca 1545                                      | 1509 – przed 7 marca 1545                                     |
| Zygmunt I Stary/ Zygmunt II August                                                   | 18 | Piotr Firlej Piotr Firlej h. Lewart |         |      | 15 kwietnia 1545 – 1 września 1553                                                       | zm. 1 września 1553                                           |
| Zygmunt II August                                                                    | 19 | Mikołaj Sieniawski Mikołaj Sieniawski h. Leliwa |         |      | 18 listopada 1553 – 28 stycznia 1569/przed 6 maja 1569                                   | 1489 – przed 6 maja 1569                                      |
| Zygmunt II August/ Henryk III Walezy                                                 | 20 | Jerzy Jazłowiecki z Buczacza Jerzy Jazłowiecki h. Abdank |         |      | ok. 3 września 1569 – 8 marca 1575/wiosną 1575                                           | zm. wiosną 1575                                               |
| Stefan Batory                                                                        | 21 | Hieronim Sieniawski Hieronim Sieniawski h. Leliwa |         |      | 10 maja/28 czerwca 1576 – 11 sierpnia 1582/przed 15 sierpnia 1582                        | zm. przed 15 sierpnia 1582                                    |
| Stefan Batory/ Zygmunt III Waza                                                      | 22 | Stanisław Żółkiewski Stanisław Żółkiewski h. Lubicz |         |      | 26 listopada 1585 – 25 lipca 1588                                                        | zm. 25 lipca 1588                                             |
| Zygmunt III Waza                                                                     | 23 | Mikołaj Herburt Mikołaj Herbut h. Herbut |         |      | 25 listopada/7 października 1588 – 2 marca 1602/przed 25 czerwca 1602                    | zm. przed 25 czerwca 1602                                     |
| Zygmunt III Waza                                                                     | 24 | Stanisław Golski Stanisław Golski h. Rola |         |      | 10 stycznia 1604 – 19 sierpnia 1612/przed 6 października 1612                            | zm. przed 25 czerwca 1612                                     |
| Zygmunt III Waza                                                                     | 25 | Jan Daniłowicz Jan Daniłowicz h. Sas |         |      | 13 kwietnia 1613 – 24 kwietnia 1624/przed 19 maja 1628                                   | zm. przed 19 maja 1628                                        |
| Zygmunt III Waza/ Władysław IV Waza                                                  | 26 | Stanisław Lubomirski Stanisław Lubomirski h. Szerwina bez krzyża                                                                                             |         |      | 8 lutego 1629 – 19 stycznia 1638                                                         | 1583 – 17 czerwca 1649                                        |
| Władysław IV Waza                                                                    | 27 | Konstanty Wiśniowiecki Konstanty Wiśniowiecki h. (własnego) Korybut                                                                                          |         |      | 1638 – 31 maja 1641                                                                      | 1564 – 31 maja 1641                                           |
| Władysław IV Waza/ Jan II Kazimierz Waza                                             | 28 | Jakub Sobieski Jakub Sobieski h. Janina |         |      | 8 czerwca 1641 – 4 kwietnia 1646                                                         | 5 maja 1591, Żółkiew – 23 czerwca 1646, Żółkiew               |
| Jan II Kazimierz Waza                                                                | 29 | Jeremi Michał Korybut Wiśniowiecki Jeremi Michał Korybut Wiśniowiecki h. Korybut ukr. Єремі́я-Миха́йло Корибут-Вишневе́цький Zwany Jaremą lub Młotem na Kozaków |         |      | 4 kwietnia 1646 – 20 sierpnia 1651                                                       | 17 sierpnia 1612, Łubnie – 20 sierpnia 1651, pod Pawołoczą    |
| Jan II Kazimierz Waza                                                                | 30 | Stanisław Lanckoroński Stanisław Lanckoroński h. Zadora |         |      | 30 grudnia 1651 – 23 sierpnia 1656/przed 19 lutego 1657                                  | 1590 – przed 19 lutego 1657                                   |
| Jan II Kazimierz Waza                                                                | 31 | Stefan Czarniecki Stefan Czarniecki h. Łodzia |         |      | 3 marca 1657 – 22 lipca 1664                                                             | 1599, Czarnca – 16 lutego 1665, Sokołówka                     |
| Jan II Kazimierz Waza/ Michał Korybut Wiśniowiecki/ Jan III Sobieski                 | 32 | Stanisław Jan Jabłonowski Stanisław Jan Jabłonowski h. Prus III                                                                                              |         |      | 21 lipca 1664 – 30 stycznia 1692                                                         | 3 kwietnia 1634, Łucza k. Jabłonowa – 2 kwietnia 1702, Lwów   |
| Jan III Sobieski/ August II Mocny                                                    | 33 | Marek Matczyński Marek Matczyński h. Jastrzębiec |         |      | 30 stycznia 1692 – 10 lutego 1697                                                        | 1631 – 10 lutego 1697                                         |
| August II Mocny/ Stanisław Leszczyński/ August II Mocny                              | 34 | Jan Stanisław Jabłonowski Jan Stanisław Jabłonowski h. Prus III                                                                                              |         |      | 24 września 1697 – 28 kwietnia 1731                                                      | 1669 – 28 kwietnia 1731, Lwów                                 |
| August II Mocny/ Stanisław Leszczyński/ August III Sas/ Stanisław August Poniatowski | 35 | Aleksander August Czartoryski August Aleksander Czartoryski h. Pogoń Litewska                                                                                |         |      | 12 listopada 1731 – 4 kwietnia 1782                                                      | 9 listopada 1697, Warszawa – 4 kwietnia 1782                  |
| Stanisław August Poniatowski                                                         | 36 | Stanisław Szczęsny Potocki Stanisław Feliks (Szczęsny) Potocki h. Pilawa                                                                                     |         |      | 10 maja 1782 – 16 czerwca 1788                                                           | 20 lutego 1751, Tartaków/Krystynopol – 14 marca 1805, Tulczyn |
| Stanisław August Poniatowski                                                         | 37 | Jan Kicki Jan Kicki h. Gozdawa |         |      | 4 lutego 1791 – 1792/koniec XVIII w.                                                     | zm. pod koniec XVIII w.                                       |